# Taube Elbe (Zollelbe)
Die Taube Elbe, historisch auch Mittelelbe, ist ein Alt- oder Nebenarm der Elbe im Stadtgebiet Magdeburg auf der Insel Großer Werder im Rotehornpark.

## Geschichte

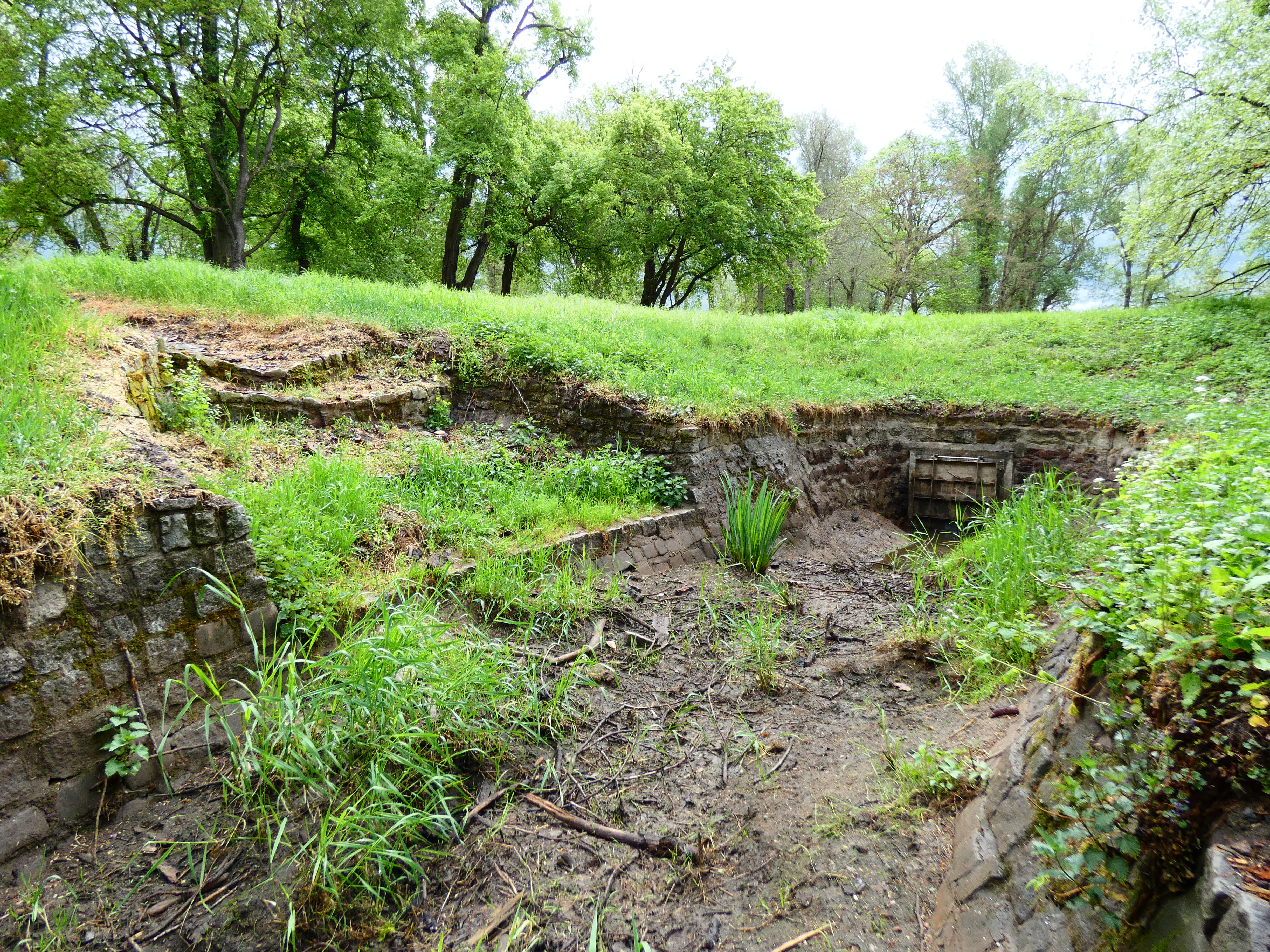
Zuläufe im Süden bei Niedrigwasser: rechts bewehrter Durchlauf von der Stromelbe, links Überlauf von der Alten Elbe

Wie auch die Zollelbe entstand die Taube Elbe im Zuge von Verlandungsprozessen der Elbe in beziehungsweise östlich von Magdeburg. Der Flusslauf veränderte sich wiederholt, bis sich durch Brückenbau und Flussregulierungsarbeiten im 18. Jahrhundert die Anhäufungen von Sand und Kies verstärkten, sodass sich die Insel Großer Werder bildete. Von drei Flussarmen, der Stromelbe, der Mittelelbe und der Alten Elbe war die Mittelelbe zuvor der Hauptstrom gewesen. Dieser verlagerte sich dann jedoch in die Stromelbe, den stadtseitigen der drei Arme. Die Mittel- oder Taube Elbe verlandete und bildete nur noch blind beginnende beziehungsweise endende Altarme. Nachdem die Taube Elbe stellenweise vollkommen verlandet war, wurde sie bei Anlage des Rothehornparks um 1900 teilweise wieder ausgebaggert. Im Park erweiterte man bis 1908 einen Abschnitt der Tauben Elbe und legte so den Adolf-Mittag-See an. Um die Wasserführung in Zeiten der Niedrigwasserführung zu verbessern, wurde 1966 ein neuer bewehrter Einlauf von der Stromelbe geschaffen, ein Stauanlage in Form eines Flutgrabens im unteren Bereich zur Zollelbe verhindert den Rückstau von Elbewasser bei geringem Hochwasser. Neun Brückenbauwerke überspannen einschließlich des Adolf-Mittag-Sees die Taube Elbe, von denen die Graalbrücke und die Brücke über die Taube Elbe der stillgelegten Bahnstrecke Biederitz–Magdeburg-Buckau als Baudenkmale ausgewiesen sind.
Die Ufer des Altarms Taube Elbe sind mit spärlichem Röhricht bewachsen. Der Flutgraben, der zwischen dem Adolf-Mittag-See und der Zollelbe angelegt wurde, erweitert sich nördlich und südlich der Eisenbahnbrücke zu zwei weiteren kleinen und flachen Seen mit stark schwankendem Wasserstand und erheblicher Eutrophierung. Nur bei hohem Wasserstand der Elbe steht der Bereich mit der Tauben Elbe unterhalb des Adolf-Mittag-Sees und mit der Zollelbe in Verbindung. Die Flachgewässer sind Laichgründe für Amphibien.